# Daniel Adams
Daniel Ross Adams (* 1961 Boston) je americký filmový režisér a scenárista.

## Kariéra
V osmdesátých letech pracoval v reklamě, pracoval na několika politických kampaních a režíroval televizní reklamy. Svůj první celovečerní film, který pojednával o reklamním agentovi, nazvaný Rychle v balíku představil v roce 1989. Ve filmu hráli vedle jiných Sandra Bullock a Jonathan Penner. Jeho druhý snímek Primary Motive měl premiéru o tři roky později a hráli v něm například Judd Nelson a John Savage. Savage hrál i v jeho dalším filmu The Mouse z roku 1996. Po dvanáctileté přestávce představil v roce 2008 snímek Zlatí chlapci. Následujícího roku byl uveden jeho pátý film Strážce majáku. V roce 2012 byl Adams odsouzen kvůli daním v souvislosti s filmy Zlatí chlapci a Strážce majáku. V květnu 2012 byl uvězněn, avšak již roku 2013 se dočkal propuštění. Roku 2016 začal pracovat na filmu An L.A. Minute, ke kterému spolu s Larrym „Ratso“ Slomanem napsal scénář a sám jej režíroval. Uveden byl v roce 2018. V roce 2014 bylo oznámeno, že bude režírovat akční thriller Panama. Jeho natáčení bylo později odloženo, nakonec mělo začít v listopadu 2019. Ani tehdy však nezačalo a nakonec jej o rok později natočil jiný režisér podle Adamsova scénáře. V červnu 2021 začal Adams natáčet film The Walk, ke kterému napsal scénář spolu s Georgem Powellem – drogovým dealerem, kterého potkal ve vězení.

### Nerealizované a plánované projekty
V roce 2009 začal pracovat na filmovém remaku televizního westernového seriálu The Big Valley z roku 1965. Po návratu z vězení, v roce 2014, začal pracovat na gangsterském dramatu Curtain of Fire. Rovněž měl natočit film Land of the Free, pojednávající o agentovi FBI, který bojuje s démony ve své hlavě. Ani jeden z těchto projektů však nebyl realizován. Dále plánuje natočit historický film The Panic.

## Filmografie
- Rychle v balíku (1989)
- Primary Motive (1992)
- The Mouse (1996)
- Zlatí chlapci (2008)
- Strážce majáku (2009)
- An L.A. Minute (2018)
- Panama (2022; pouze scénář)
- The Walk (2022)